# Haringhāta River
Haringhāta River är ett vattendrag i Bangladesh. Det ligger i den södra delen av landet, 210 km söder om huvudstaden Dhaka.
Runt Haringhāta River är det tätbefolkat, med 319 invånare per kvadratkilometer.